# Wrośniaczek sosnowy

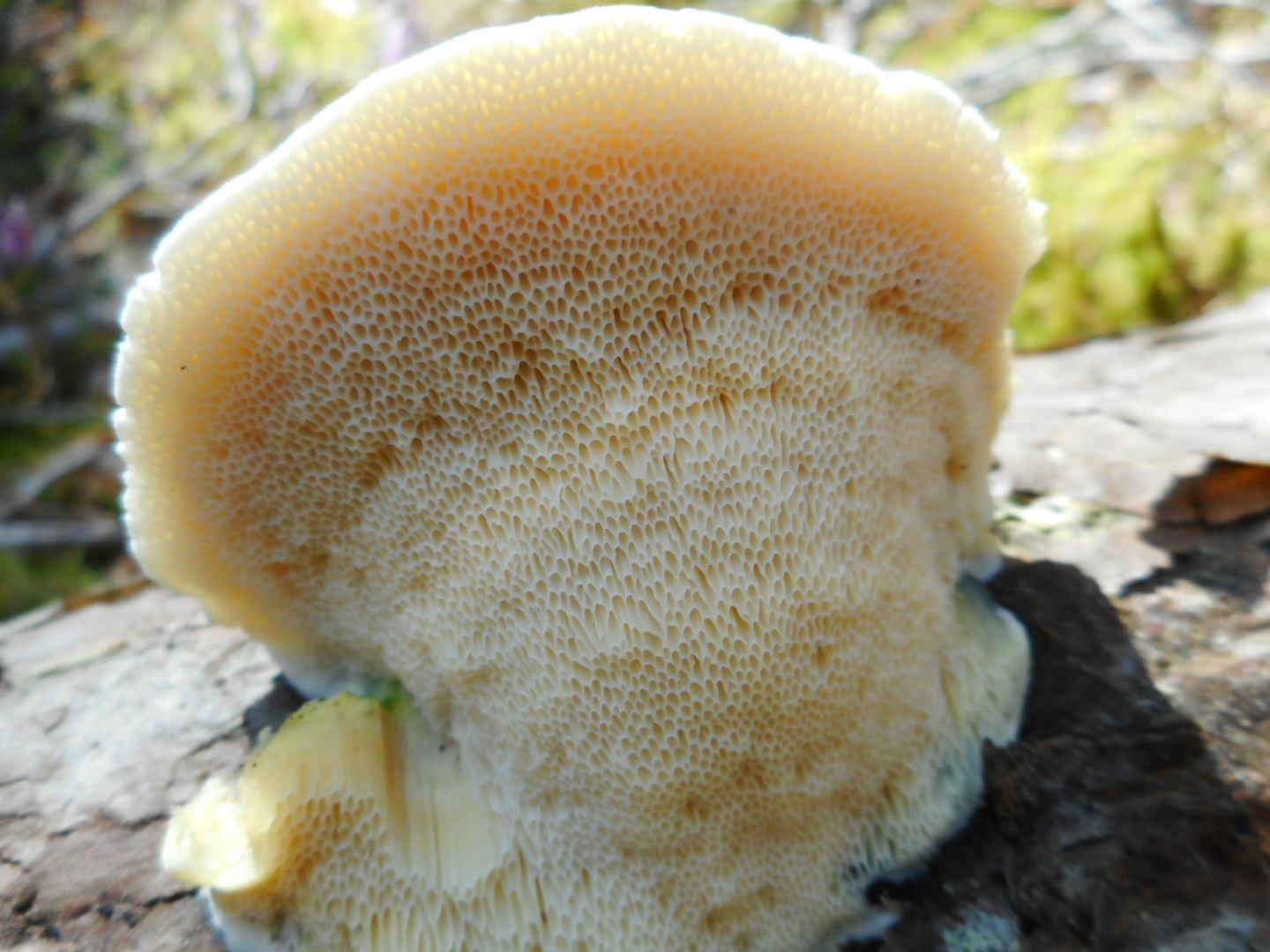

Wrośniaczek sosnowy (Diplomitoporus flavescens (Bres.) Domański) – gatunek grzybów z rzędu żagwiowców (Polyporales).

## Systematyka i nazewnictwo
Pozycja w klasyfikacji według Index Fungorum: Diplomitoporus, Incertae sedis, Polyporales, Incertae sedis, Agaricomycetes, Agaricomycotina, Basidiomycota, Fungi.
Po raz pierwszy zdiagnozował go w 1903 r. Giacomo Bresàdola, nadając mu nazwę Trametes flavescens. Obecną, uznaną przez Index Fungorum nazwę nadał mu Stanisław Domański w 1965 r. Synonimy:
- Antrodia flavescens (Bres.) Ryvarden 1973
- Coriolellus flavescens (Bres.) Bondartsev & Singer 1941
- Daedalea flavescens (Bres.) Aoshima 1967
- Fabisporus flavescens (Bres.) Zmitr. 2001
- Polyporus winogradowii Bondartsev 1912
- Trametes flavescens Bres. 1903

Polską nazwę zaproponował Władysław Wojewoda w 1999 r, wcześniej S. Domański używał nazwy podskórnik płowiejący.

## Morfologia
Owocnik
Zazwyczaj rozpostarty, o górnym brzegu odgiętym w niewielki kapelusz, lub przynajmniej zgrubiałym. Ma grubość 0,5–1 cm i szerokość do 3,5 cm. Sąsiednie owocniki często ułożone są dachówkowato, lub wydłużone. Górna powierzchnia filcowato-wełnista, ale nie strefowana. Początkowo ma barwę od białawej do szarawej, potem złotoochrową lub jasnocynamonową. Brzeg owocnika zaokrąglony i tępy. Na rozpostartej części owocnika płonny brzeg ma szerokość do 1 mm, jest zaokrąglony, wyraźnie odgraniczony i tej samej barwy co hymenofor. Miąższ o grubości 0,1–0,5 mm włóknisto-korkowaty, dość miękki, stopniowo przechodzący w filcowatą powierzchnię kapelusza. Ma barwę bladoochrową lub koloru drewna.
Hymenofor rurkowaty. Rurki tworzą jedną warstwę. Zazwyczaj mają długość 3–6 mm, ale u owocników rosnących na pionowym podłożu osiągają długość do 20 mm. Początkowo mają pory całe i tępe, potem frędzlowate lub ząbkowate. Pory są okrągłe lub kanciaste, rzadziej podłużne. Mają średnicę 0,2–1 mm, przeciętnie na 1 mm mieszczą się 1–3 pory.

## Występowanie i siedlisko
Znany jest tylko w Europie i Rosji. W Europie jest szeroko rozprzestrzeniony, występuje od Hiszpanii po północne wybrzeża Półwyspu Skandynawskiego, brak go we Francji, Anglii i południowo-wschodniej części Europy. W piśmiennictwie naukowym podano liczne jego stanowiska na terenie Polski, jednak jest rzadki. Znajduje się na Czerwonej liście roślin i grzybów Polski. Ma status R – gatunek potencjalnie zagrożony z powodu ograniczonego zasięgu geograficznego i małych obszarów siedliskowych. Znajduje się na listach gatunków zagrożonych także w Niemczech, Norwegii, Szwecji i Finlandii.
Występuje w lasach iglastych i mieszanych na martwym drewnie. Rozwija się na pokrytych korą pniach i gałęziach sosny, jodły i świerka. Powoduje białą zgniliznę drewna. Owocniki wytwarza od maja do października.